# Julia Beatrice How
Pour les articles homonymes, voir How.
Julia Beatrice How, née le 16 octobre 1867 à Bideford et morte le 19 août 1932, est une peintre britannique active en France.

## Biographie

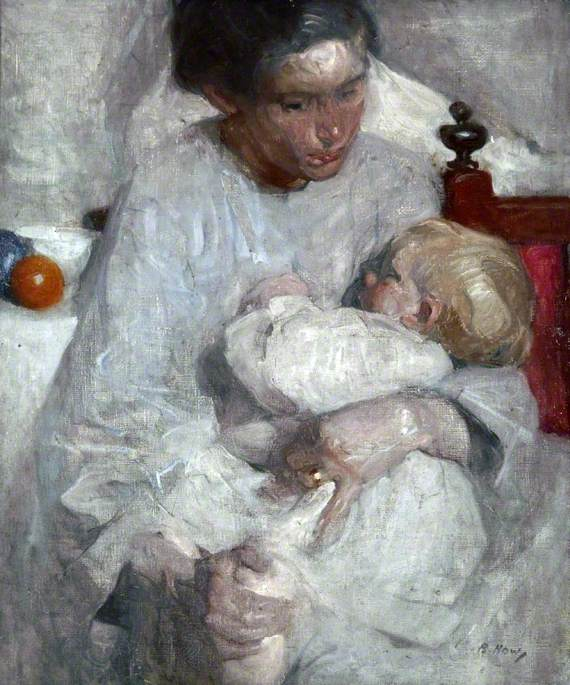
Maternité, collection Galerie d'art Atkinson.

Julia Beatrice How naît le 16 octobre 1867 à Bideford, dans une famille d'orfèvres. Elle est la cadette de sa famille et ses deux parents meurent avant qu'elle ne soit adulte. Elle déménage avec sa famille à Bournesmouth et fréquente l'école Herkomer à Bushey. Elle s'installe ensuite à Paris pour étudier à l'Académie Delécluse vers 1893 et commence à exposer en 1902 à la Société nationale des beaux-arts où elle expose environ 147 œuvres au cours de sa carrière. Pendant son séjour à Paris, elle fait la connaissance de Rodin, Polin, Besnard et Lucien Simon, dont les œuvres ont pu influencer son art. Elle passe ses étés dans son cottage de Trépied et installe un atelier à Étaples, fréquentant les artistes de la colonie artistique d'Étaples. Elle peint divers sujets, dont des nus, des portraits d'enfants et des études sur les fruits et les fleurs, et travaille en utilisant divers médiums, notamment des pastels, des crayons, des huiles et des aquarelles.
How est "considérée à égalité avec Berthe Morisot et Mary Cassatt" en France et en Amérique, mais "quelque peu oubliée dans son pays d'origine". Les œuvres de How sont présentes dans diverses expositions en France, en Grande-Bretagne et à l'étranger. Parmi ces expositions figurent la Royal Scottish Academy (1915-1936), le Royal Glasgow Institute (1913-1939), la Royal Academy (1924-1936), les Expositions d'automne à Liverpool (1910 et 1912), Beaux Arts Gallery (1927), Galeries Georges Petit (1919 et 1926), Galeries des Artistes Français (1928), le Salon des Tuileries (1923-1924) et l'exposition Carnegie (1910-1914 et 1925). Après sa mort en 1932, une exposition commémorative a lieu à la Beaux Arts Gallery en 1933 et à la New Burlington Galleries en 1935. Elle remporte une mention honorable à l’exposition Carnegie en 1914 et est élu associé de la Société nationale des beaux-arts en 1904.
En 1905 deux de ses tableaux, In a Dutch Cottage et Le Repas sont inclus dans Women Painters of the World, un aperçu des femmes peintres avec la remarque "Mlle Beatrice How....nous donne, avec le plus grand plaisir, le sentiment même des gens du pays qu'elle peint.". How est la plus reconnue pour son art de représenter les mères et les enfants. Selon la galerie Kourd, "Sa technique fragile et le maniement magistral des tons les plus graves donnent tant de vitalité à ses tableaux qu'ils semblent presque transparents".
Jamais mariée, elle n'a pas d'enfant.
Elle meurt le 19 août 1932, après être tombée chez sa nièce à Hertford.

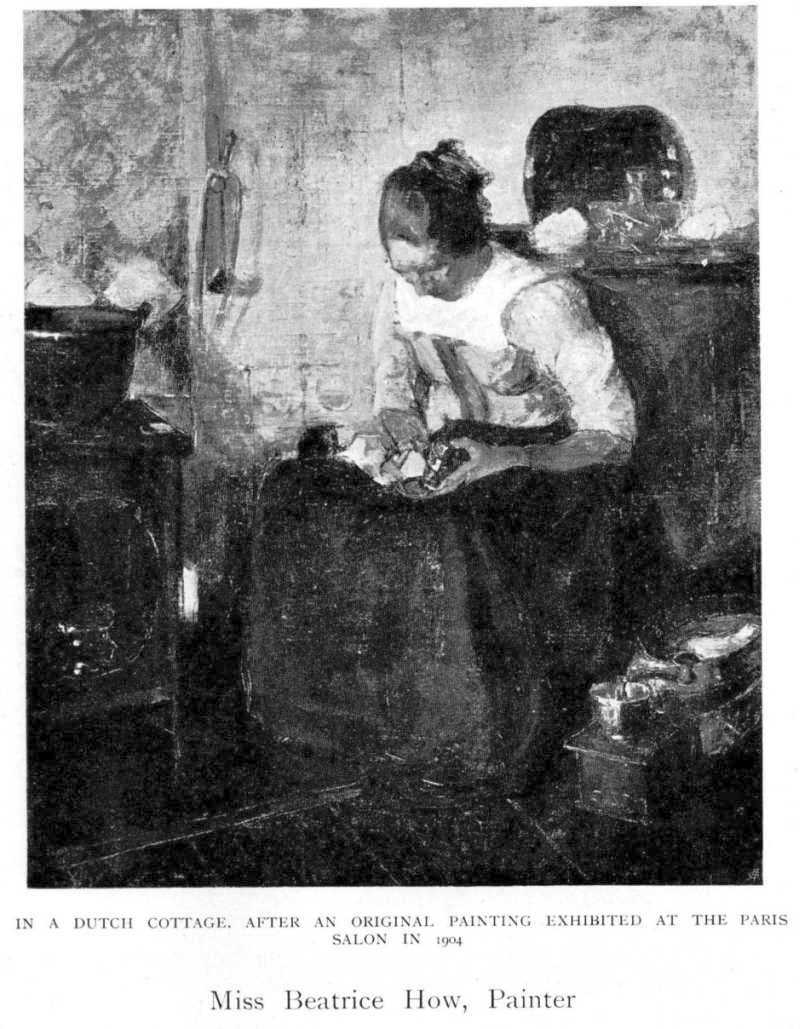
Dans un cottage hollandais, exposé au salon de Paris en 1904.
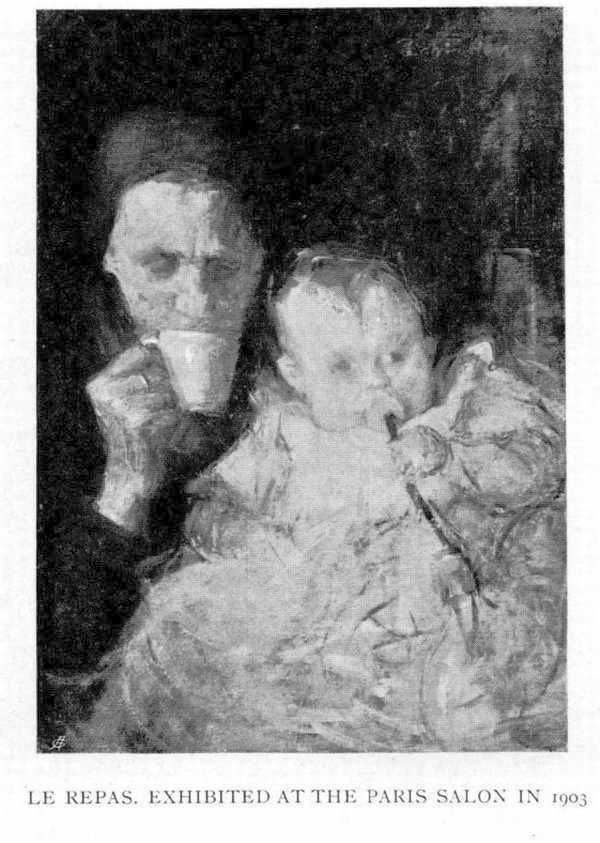
Le Repas.